# Le Mariage de Victorine (film)
Pour les articles homonymes, voir Le Mariage de Victorine.
Pour plus de détails, voir Fiche technique et Distribution.
Le Mariage de Victorine est un film muet français réalisé par Georges Méliès, sorti en 1907.

## Synopsis
Victorine, la cuisinière, a l’imprudence de recevoir son fiancé, un pompier, dans la cuisine de ses patrons. Surpris, il s’enfuit par la cheminée. Les agents le poursuivent sur les toits où il se change en ouvrier. Les agents tombent du toit pendant que le pompier redescend par la cheminée et retrouve sa chère Victorine.

## Fiche technique
- Titre original : Le Mariage de Victorine
- Autre titre :
  -  États-Unis How Bridget's Lover Escaped
- Réalisateur : Georges Méliès
- Producteur : Georges Méliès
- Société de production : Star Film
- Société de distribution : Star Film
- Pays d'origine :  France
- Langue : film muet avec les intertitres en français
- Tournage : Montreuil (Seine-Saint-Denis)
- Format : Noir et blanc — 35 mm — 1,33:1 — Muet
- Genre : Comédie
- Durée : 8 minutes
- Dates de sortie : 
  -  France : 1907

## Distribution
- Fernande Albany : Victorine